# Martha Schwartz

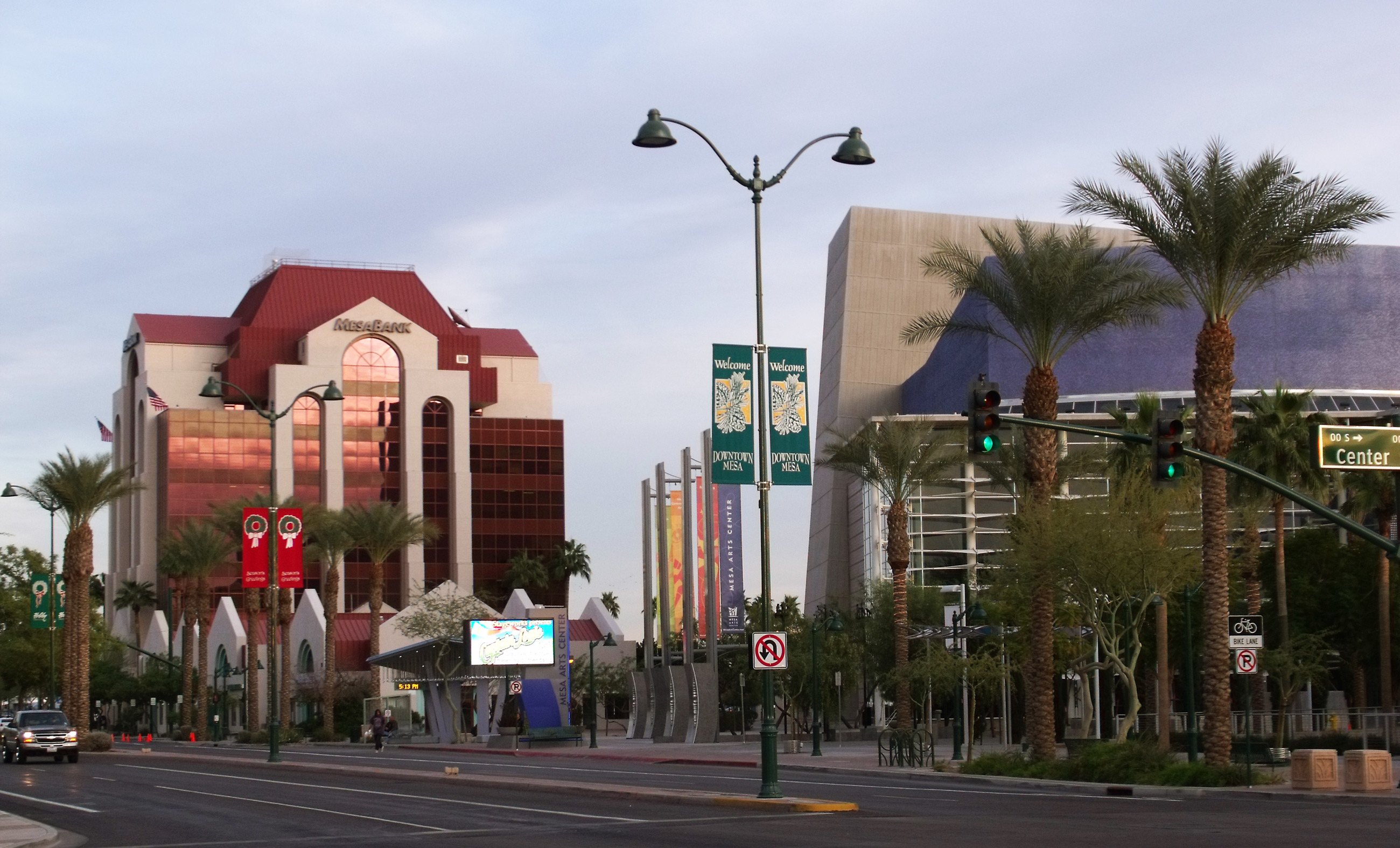
Mesa Art Center, Arizona

Martha Schwartz (* 1950 Filadelfie) je současná americká zahradní architektka, která se věnuje projektům v soukromých objektech městské aglomerace. Studovala na Harvard Graduate School of Design, vystudovala University of Michigan. Vdala se za zahradního architekta Petera Walkera, se kterým se později rozvedla. M. Schwartz má v současné době firmu v Cambridge v Massachusetts a v Londýně.

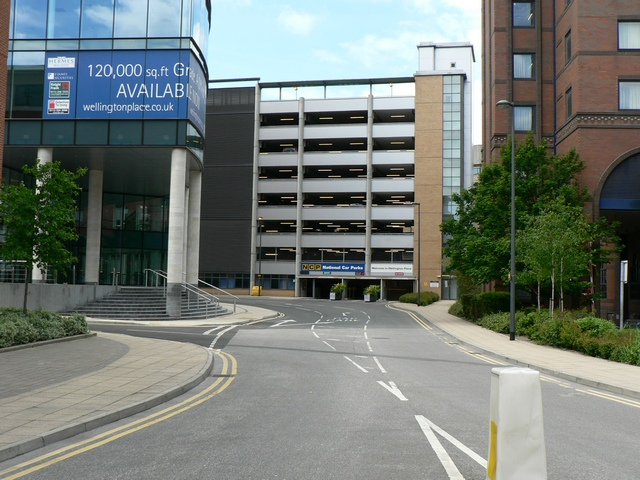
Wellington Place, Leeds

## Ocenění
Má více než 30 let zkušeností s tvorbou zahradní architektury a umění v různých částech světa. Za své dílo získala řadu vysoce ceněných ocenění, včetně Cooper-Hewitt National Museum design Award za práce v zahradní architektuře, čestné členství v RIBAa několik ocenění za design od American Society of Landscape Architects. Pořádala také přednášky na Radcliffe College a v Římě na American Academy.
V roce 2001 byla mluvčí Spotlight on Design Lecture Series v muzeu National Building Museum.

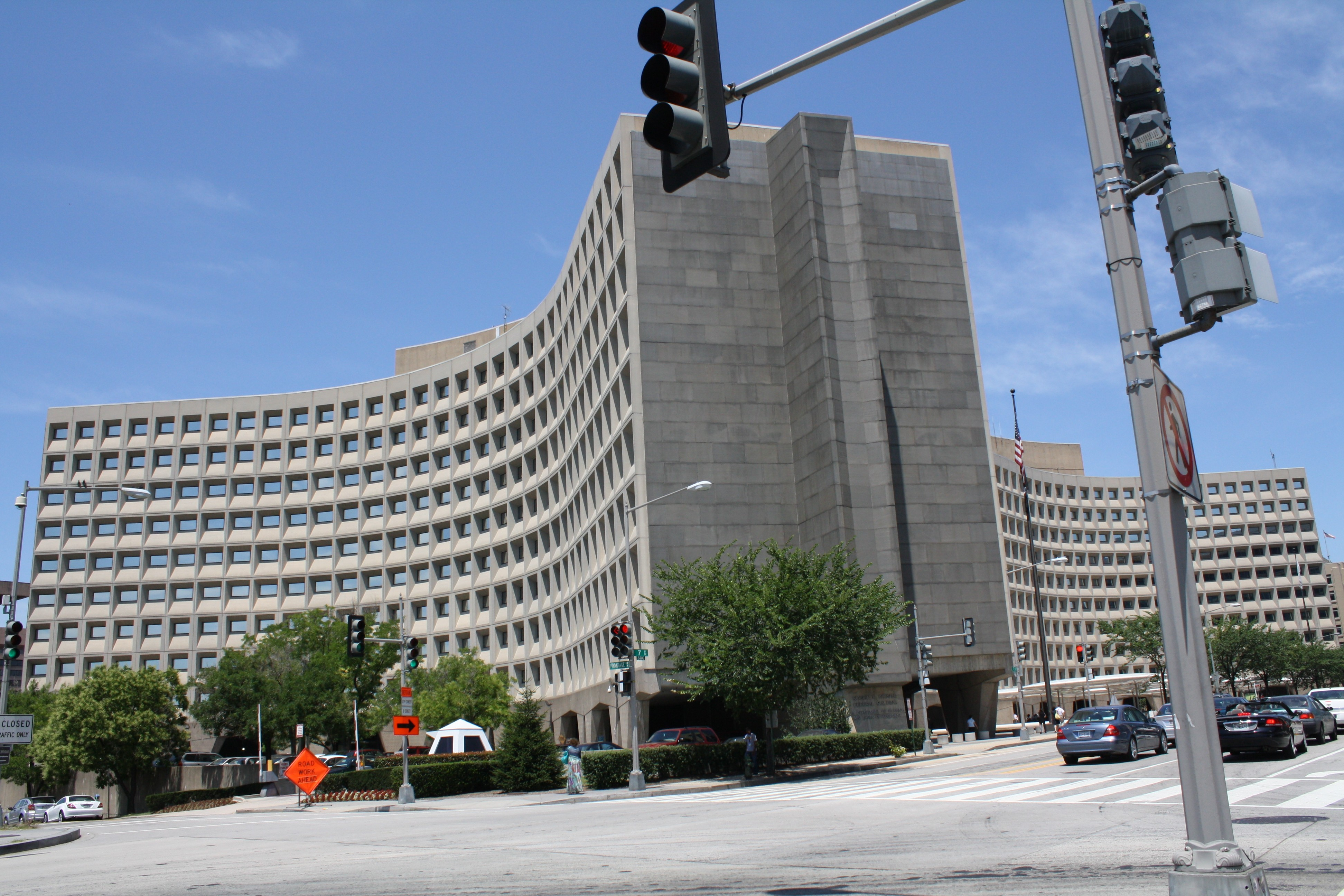
Dept. of Housing and Urban Development, Washington, USA

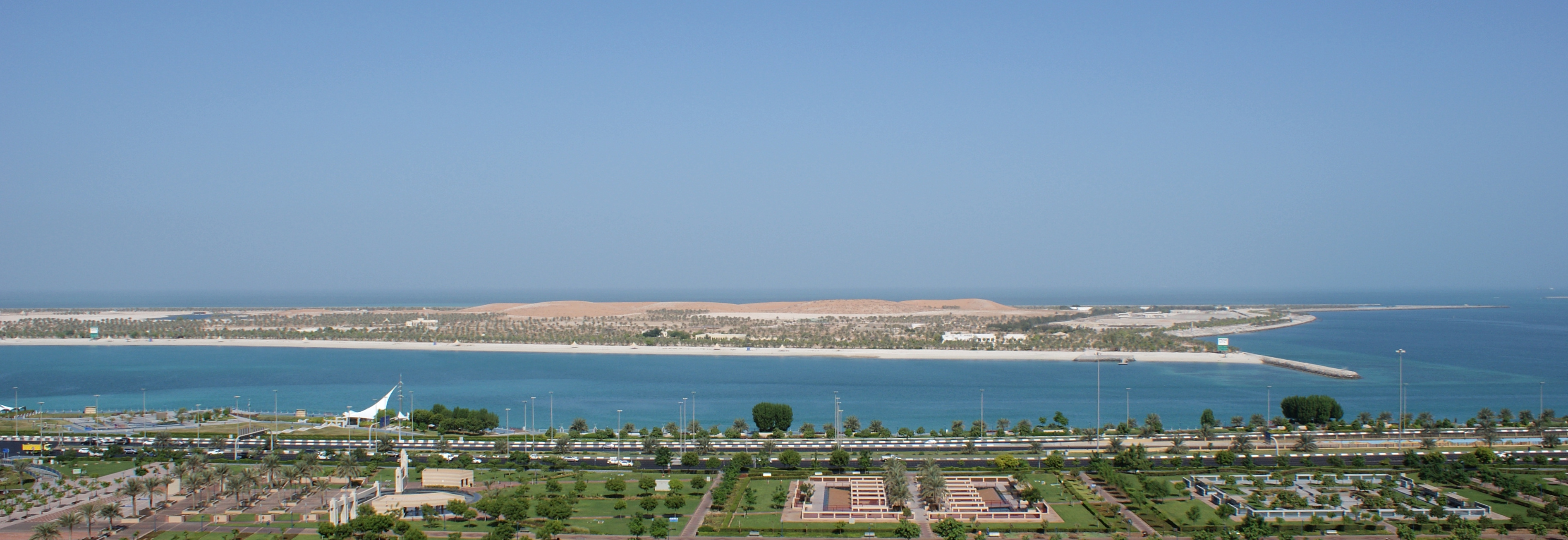
Lulu Island, Spojené arabské emiráty.

## Společnost M. Schwartz Partners
M. Schwartz je majitelem firmy M. Schwartz and Partners, přičemž ředitelé se přímo podílí na řízení projektů. Jedním z dlouholetých ředitelů je M. Getsch. M. Schwarz se podílí na ideové stránce projektu a M.Getsch se zaměřuje na vytvoření veřejného prostoru, který vytváří identitu místa a zároveň odlišuje od celosvětového trendu rovnoměrnosti, pravidelnosti a homogenizace. Mezi členy týmu je i C.B. Ombregt, který ve svých pracích klade důraz na územní plánování krajiny s ohledem na ekologické otázky. M.Schwarz tak cílí ve své tvorbě i na zásadní faktor - udržitelnost. Pevně věří, že udržitelnost může být vytvořena designem a vytvářením identit, čímž se krajina pomáhá odlišit od stále rostoucí uniformity jako důsledku globalizace.

## Významná díla
- Dublin Docklands, Dublin, Irsko [8]
- Children’s Discovery Centre, Damašek, Sýrie[9]
- Leamouth Peninsula, Londýn, Velká Británie [10]
- Wellington Place, Leeds, UK[11]
- St Mary’s Churchyard, Londýn, Velká Británie
- Cosmopolitan Casino, Las Vegas, USA[12]
- Frederiks Brygge Master Plan, Kodaň, Dánsko
- Sídlo katarské ropné společnosti, Dauhá, Katar, [13]
- Al Ain Sports City, Al Ain, Spojené arabské emiráty;
- Mesa Arts Center, Mesa, Arizona, USA[14]
- Územní plán pro Lulu Island, Spojené arabské emiráty[15]
- Jacob Javits Convention Center Plaza, New York City, USA
- Dept. of Housing and Urban Development (Odbor bydlení a rozvoj měst), Washington, USA, [16]
- Nákupní centrum Rio Shopping Center (1988 -2000), Atlanta, USA